# Alexandre Yersin
Pour les articles homonymes, voir Yersin.
Alexandre Yersin, né le 22 septembre 1863 près d'Aubonne ou de Morges, dans la région viticole de la Côte du canton de Vaud (Suisse) et mort le 28 février 1943 à Nha Trang (protectorat d'Annam, actuel Viêt Nam), est un médecin, bactériologiste et explorateur franco-suisse. On doit surtout à Yersin la découverte en 1894 du bacille de la peste (Yersinia pestis) et la préparation du premier sérum anti-pesteux, ainsi que l'étude de la toxine diphtérique.
En 1888, à 25 ans, Alexandre Yersin devient médecin à Paris avec sa thèse : Études sur le développement du tubercule expérimental, dont le bacille responsable portera le nom de type Yersin. En 1889, il prend la nationalité française. Disciple de Pasteur, Yersin appliquait une rigoureuse démarche scientifique, « la méthode pasteurienne ». En 1890, lassé des laboratoires, il devient médecin embarqué des Messageries maritimes et découvre ainsi l'Indochine française qu'il obtient la permission d'explorer et où il crée la ville de Dalat avec l'aide du gouverneur Paul Doumer. En 1899, Yersin introduit l'hévéa dans la région de Nha Trang. Il est fondateur en 1902 de l'École de médecine de Hanoï (devenue depuis université de médecine de Hanoï) dont il est le premier directeur. En 2014, Alexandre Yersin est nommé citoyen d'honneur du Vietnam à titre posthume.

## Biographie
Alexandre Yersin est le dernier d'une fratrie de trois enfants. Les Yersin sont membres de l'Église évangélique libre du canton de Vaud. Sa mère a une ancêtre originaire des Cévennes chassée par la révocation de l’édit de Nantes. Son père, qui se prénomme également Alexandre (1825-1863), intendant des poudres de la Suisse romande, à La Vaux, dans le vallon de l'Aubonne, mais également professeur de sciences naturelles aux collèges d'Aubonne et de Morges, meurt d'une hémorragie cérébrale peu avant sa naissance,. Sa mère élève seule leurs trois enfants (Émilie, Franck et Alexandre) et s'installe à Morges, à la rue de Lausanne 11, où elle ouvre une institution pour jeunes filles. En 1882, Alexandre Yersin obtient sa maturité gymnasiale ès lettres (examen sanctionnant la fin des études secondaires) au gymnase cantonal, et entame des études de médecine, en 1883, à l'ancienne académie de Lausanne, où il porte les couleurs de la société d'étudiants Stella Valdensis. Il poursuit sa formation médicale à Marbourg en Allemagne. Puis, en 1885, Yersin arrive en France, continue ses études à l'Hôtel-Dieu de Paris où il devient externe dans le laboratoire du professeur Cornil. Là, il fait une rencontre déterminante en la personne d'Émile Roux.
Ce dernier lui ouvre les portes de l'institut Pasteur et lui permet de participer aux séances de vaccination contre la rage. Avec lui, il découvre en 1886 la toxine diphtérique. En 1888, il passe son doctorat en soutenant une thèse sur la tuberculose expérimentale où il décrit les lésions d'un lapin atteint de tuberculose, ce qui lui vaut la médaille de bronze de la faculté de médecine de Paris en 1889. Il suit à Berlin le cours de bactériologie de Robert Koch. En 1889, il devient le premier préparateur du cours de microbiologie de l'institut Pasteur. Ce cours marque la très grande influence de la recherche française à l'étranger. Après de nombreuses formalités, il obtient la nationalité française cette même année.

### Les expéditions en Indochine

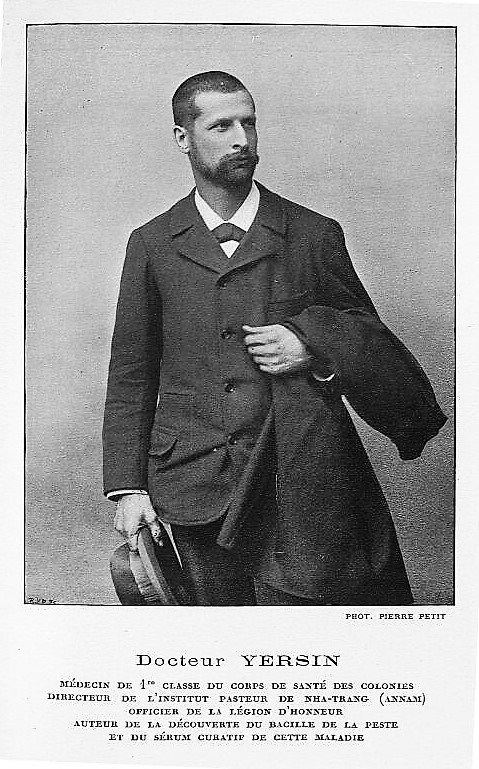
Docteur Yersin, in : La peste en Normandie du, par Louis Porquet, Coccoz (Paris), 1898

Cette orientation vers l'enseignement déplait à Yersin qui est de tempérament ombrageux, solitaire et misanthrope. Dès 1890, il éprouve le besoin de voyager après des mois de travail acharné sur la tuberculose et la diphtérie à l’institut Pasteur. Après de courts séjours en Normandie où il découvre la mer, il décide de partir dans les colonies françaises. En septembre 1890, il rejoint l’Indochine française, où il devient médecin des Messageries maritimes. Épris de ce pays, il réussit en 1891 à obtenir des Messageries maritimes la permission d’explorer l’Indochine. De là, prendront naissance trois expéditions à travers la jungle indochinoise, région peu connue, sauvage et réputée dangereuse. Durant l’année 1891, Alexandre Yersin traverse fleuves et forêts tropicales et apprend à vivre dans ces lieux. Il s'établira et restera attaché à ce qui était à cette époque un petit village de pêcheur, Nha Trang. C'est au cours de cette première expédition qu'il découvre le site et l'excellent climat de ce qui deviendra Đà Lạt.
En 1892, il s'engage comme médecin de santé coloniale en Indochine sur les conseils de Calmette. Il franchit tous les grades de médecin de 2e classe jusqu’à celui de médecin principal de 1re classe (cinq galons) le 23 juin 1913, avant d’être admis à la retraite en 1920, en qualité de médecin colonel. C’est sous le képi rouge à l’ancre de marine qu'il fait toute sa carrière en Indochine
Il part, cette fois officiellement mandaté, pour explorer le protectorat d'Annam, il sillonne les reliefs de la région de Nha Trang. Il se révèle excellent explorateur par la réalisation de cartes d’une grande précision et par de nombreuses observations (populations locales, ressources, économie, etc.). À la fin de cette mission, Yersin rentre en France pour faire part de ses découvertes, et donne quelques conférences.
Il repart rapidement et prend, le 24 décembre 1892, le bateau de Marseille à Saïgon. Là-bas, une mission scientifique lui a été confiée par l’Instruction publique afin d’explorer les forêts et les rivières de la Cochinchine au sud de l'Annam ; ces explorations dangereuses lui vaudront d'élogieux compliments, dont ceux de Louis Pasteur lui-même. Après sept mois de voyage auprès des populations indigènes, Yersin rejoint Saïgon. Cette dernière expédition n'est que partiellement réussie  : il n’a pu explorer qu’une partie du territoire qu'il lui avait été demandé de cartographier. Yersin a cependant notablement contribué à la connaissance de la topographie du pays, mais également à l’anthropologie ; il a pris l’habitude de décrire très précisément les coutumes, mœurs et habitats des tribus rencontrées. Par exemple  : « Quoique formant pour ainsi dire une seule et même famille, les Moïs (ethnies des hauts-plateaux) n’ont aucune espèce d’unité politique. Non seulement il n’y a pas de chef de tribu mais on peut même dire qu’il n’y a pas de chef de village. »
La rigueur avec laquelle Alexandre Yersin a exploré ces terres inconnues n’étonne pas, puisqu'il connaissait la rigueur des laboratoires ; on peut s'étonner, en revanche, de sa surprenante condition physique, conservée dans des conditions de vie et climats aussi difficiles. À sa mère, qui lui demande par lettre s'il n'a pas maigri, il répond  : « Je continue à me bien porter et je pèse comme toujours entre 58 et 60 kilos ! »
En 1894, Yersin met fin à sa carrière de grand explorateur et se lance dans l'élevage de chevaux et de bovins pour la production de ses sérums.

### La découverte du bacille de la peste
Quand une épidémie de peste originaire de Mongolie atteint en 1894 la côte sud de la Chine et notamment Hong Kong, le gouvernement français ainsi que l’institut Pasteur mandatent Yersin pour y étudier les raisons de l’épidémie. Entre le 12 et le 15 juin, Yersin voyage vers Hong Kong et emporte avec lui du matériel emprunté au laboratoire de microbiologie de l’hôpital de Saïgon. À son arrivée, il apprend qu’une équipe de savants japonais menée par Kitasato Shibasaburō envoyée par le gouvernement japonais, est également présente pour étudier la nature de cette maladie. Du 17 au 19 juin, il est écarté des hôpitaux anglais, ces derniers, étant à cette époque germanophiles, donnent leur préférence aux Japonais (formés par les Allemands). Yersin décide alors de se faire construire une petite paillote dans laquelle il installe un laboratoire rudimentaire.

Avec quelques piastres distribuées à des matelots anglais ayant pour mission d'enterrer les cadavres, il a accès au dépôt mortuaire où il peut prélever quelques bubons et les ramener dans son laboratoire. 
« Je fais rapidement une préparation et la mets sous le microscope. Au premier coup d'œil, je reconnais une véritable purée de microbes tous semblables. Ce sont de petits bâtonnets trapus, à extrémités arrondies et assez mal colorés au bleu de Löffler (...) Il y a beaucoup de chances pour que mon microbe soit celui de la peste, mais je n'ai pas encore le droit de l'affirmer. »
Il l'affirme quelques jours plus tard en adressant à Paris des souches de peste et la description précise et exacte du bacille, qui sera lue le 30 juillet 1894 à l'Académie des sciences, et publiée dans le numéro de septembre des Annales de l'institut Pasteur. De son côté, Kitasato publie sa découverte d'un bacille pesteux (obtenu à partir du sang) dans le Lancet du 25 août 1894. Les deux bacilles sont différents, celui de Yersin est Gram-négatif et immobile, celui de Kitasato est Gram-positif et mobile. Une controverse de priorité s'est établie entre Kitasato et Yersin. Finalement, il est apparu que le bacille de Kitasato correspondait à une culture contaminée par un pneumocoque (dont la mobilité apparente aurait été due à des mouvements browniens), alors que celui de Yersin correspond à Yersinia pestis,.
Bien qu’ayant réussi à isoler ce microbe responsable de millions de morts durant l’histoire, Yersin ne parviendra pas à résoudre le problème de la transmission de la maladie du rat à l’homme. Il envisagera le rôle de la mouche, mais il sera l'un des premiers à reconnaître, dès 1898, la découverte d'un autre pasteurien, Paul-Louis Simond, démontrant le rôle de la puce du rat.

### La mise au point du sérum antipesteux
En octobre 1894, Yersin cherche à créer un vaccin pour prévenir la peste et un sérum pour la guérir. Il s’installe à Nha Trang au sud de l'Annam, endroit qu’il avait déjà visité durant ses expéditions. Cet endroit était judicieux pour plusieurs raisons. Il offrait la possibilité d’être isolé tout en restant proche de Saïgon et donc en communication avec la Chine et l’Inde, deux grands foyers de la peste. En 1895, il crée l'institut Pasteur de Nha Trang et met en place un laboratoire et tous les équipements nécessaires à la préparation du vaccin contre la peste. L’année 1896 voit une nouvelle grande épidémie de peste se déclarer à Canton, en Chine. Yersin décide alors de s'y rendre pour tester son sérum antipesteux (sérum de cheval immunisé contre des cultures de Yersinia pestis prélevé chez l'homme). De juin 1897 à juin 1898, Alexandre Yersin sillonne l’Inde en suivant les différentes épidémies de peste afin de perfectionner son sérum qui s’avère trop peu efficace. Paul-Louis Simond vient le relayer pour tenter de mieux faire. Car, comme l'a souligné Jean-Jacques Dreifuss, dans le journal 24 Heures du jeudi 27 octobre 1994, « Identifier le bacille ne signifie hélas pas encore trouver le traitement de la maladie. »
Son laboratoire de Nha Trang s’oriente donc vers les maladies infectieuses chez les animaux, et Yersin étudie activement une autre sorte de peste, la peste bovine, avec laquelle il obtient beaucoup plus de succès. Bien qu'échouant à isoler l’agent de cette seconde peste, il réussit à préparer de grandes quantités de sérum antipestique, à ne pas confondre avec le sérum antipesteux qui soigne la peste « humaine » dite bubonique. Un élevage étant nécessaire pour la création de ce sérum, Alexandre Yersin tente, avec peu de succès, de faire venir des vaches et des poules de Suisse afin d'améliorer le cheptel local par croisements. Tout ceci ayant un prix, Yersin se lance également dans la culture de l'hévéa et de la quinine pour trouver les financements nécessaires.

### Les activités agricoles de Yersin: hévéa et quinine

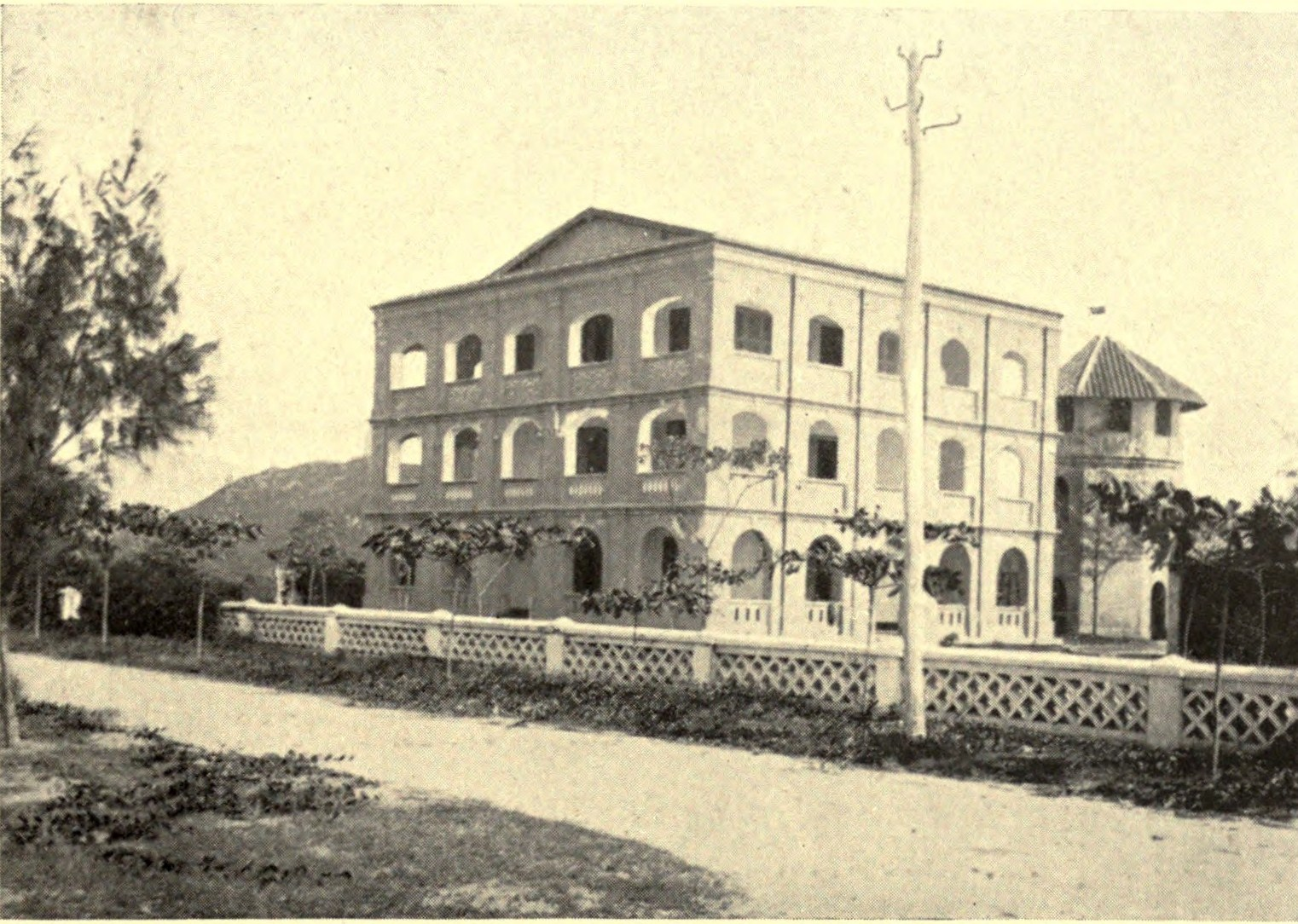
La maison de Yersin à Nha Trang, vers 1900.

Ainsi, dès 1898, Yersin s’intéresse à la culture d'Hevea brasiliensis, autrement dit l'arbre à caoutchouc qu'il importe et acclimate avec l'aide d'Édouard Heckel. Il réussit à l'introduire en 1899 après plusieurs essais, et ses récoltes de latex sont achetées dès 1903 par les frères Michelin. D'ailleurs, une forêt d'hévéas est proche de Nha Trang. Il fournira la firme Michelin pour la première récolte du latex. Yersin suit alors de très près les problèmes agronomiques des plantations d'hévéas et les problèmes techniques du caoutchouc produit, pour en tirer le profit maximal et ainsi financer ses recherches médicales. Cet arbre est encore à l’heure actuelle l'une des ressources du Viêt Nam. Yersin essaye d’autres cultures comme celle du cacao, du café, du manioc, du palmier à huile, du cocotier ainsi que de plusieurs espèces tropicales aux vertus thérapeutiques. Ces différents essais rencontrent un succès mitigé et Yersin se tourne en 1915 vers la plantation de Cinchonas pour produire la quinine qui permet de traiter le paludisme. Ces plantations lui permettent de subvenir à ses besoins en bétail et matériel, et de développer l’agriculture indochinoise. Sur les conseils de sa sœur Émilie, qui tenait un élevage modèle de poules à Morges sur les bords du Léman, Alexandre Yersin importe des poules européennes au Vietnam et tente de reproduire les expériences de sa sœur.
Durant cette période s'est développée Dalat, tout d'abord un centre de sanatoriums, la ville est devenue par la suite une station de villégiature d'altitude pour les riches Saïgonnais, d'où la multitude de superbes villas coloniales et autres bâtiments de style Art déco. Yersin développe les cultures florales, maraîchères, de caféiers et d'hévéas dans les collines autour de Dalat, encore aujourd'hui grand centre de ces productions. Une avenue, une rue et même une université et deux lycées nommés « Yersin », devenus lycée Yersin international à Hanoï et lycée Yersin à Dalat (créé en 1927, il prit le nom de Yersin en 1935 et fut inauguré en 1941) illustrent la reconnaissance qu'en ont les Vietnamiens.

### Vie privée
Hubert Marneffe, qui dirigea l’Institut Pasteur de Saïgon pendant une dizaine d’années et fréquenta longtemps Yersin, a décrit celui-ci comme « secret jusqu’à l’outrance », ce que son premier biographe Bernard Noël confirme  : « Yersin durant toute sa vie avait recherché l’effacement. Il s’était retranché dans une solitude jalouse ».
L'historienne Jacqueline Brossollet (1926-1999) et le docteur Henri Hubert Mollaret (1923-2008), à qui la correspondance privée d’Alexandre Yersin a été offerte par sa petite-nièce, Mme Bastardot-Yersin, correspondance déposée depuis à l’Institut Pasteur, évoquent des rumeurs plus ou moins calomnieuses qui furent avancées pour expliquer sa discrétion concernant sa vie privée  :
« Yersin aurait eu un fils d'une ravissante femme de la tribu Rhadé; ce fils n'aurait jamais vécu avec son père mais serait demeuré près de sa mère dans les montagnes; [...] Cette légende passait pour "vérité vraie" parmi le personnel annamite de l'Institut Pasteur de Nha Trang. »
« Assurément sa vocation n’était pas matrimoniale. Fut-elle incertaine, voire ambigüe comme certains l’ont insinué ? Je ne le crois pas  : si l’on a pu le soupçonner de pédophilie, c’est parce que sa timidité le faisait se sentir plus à l’aise parmi les enfants que parmi les adultes. » Or, bien que ces deux biographes qualifiés et reconnus, répondent non à cette question, un article paru dans la très éphémère revue L'Élu (revue dont le projet éditorial revendique la fierté d'être amoureux des garçons, et qui ne parut qu'à cinq reprises dans les années 2000) conclut au vu des réflexions présentées, que cela « paraît établir assez clairement l'amour de Yersin pour les petits garçons ». En 2023, paraît cependant un article en quatre parties (,,,) qui vient réfuter par une enquête approfondie cette conclusion qui ne se base sur aucune preuve factuelle. Aucun contemporain du Docteur Yersin, français ou vietnamien, adulte ou enfant, garçon ou fille, n'a jamais rapporté de gestes désobligeants de sa part. Bien au contraire, les témoins de son époque ne cessent d'en célébrer les mérites. Alexandre Yersin, naturellement timide et réservé (notamment avec les femmes ce que l'on interprétera abusivement comme de la misogynie), vivait de manière quasi-monastique et goûtait peu les plaisirs terrestres : sa nourriture était simple, il ne buvait pas d'alcool, il dédiait sa fortune à la science et au bien commun et, en dehors de ses travaux de recherche, il passait son temps souvent seul à s'occuper de ses plantes et de ses animaux. C'est vraisemblablement son dévouement pour les plus faibles et son absence de vices qui furent à l'origine de la vénération que les Vietnamiens lui vouent encore de nos jours.

## Distinctions et récompenses

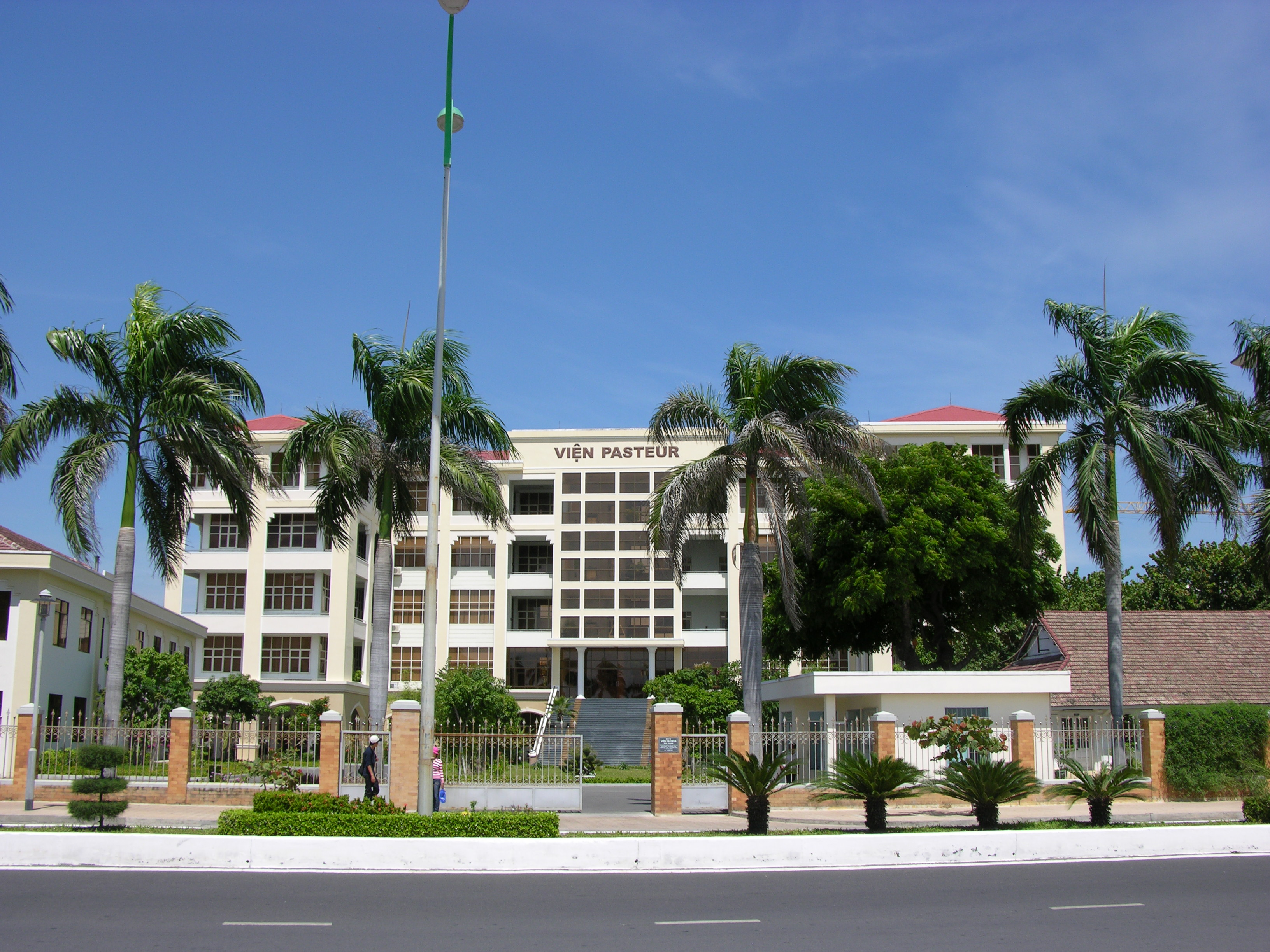
La façade de l'institut Pasteur de Nha Trang.

Parallèlement à ses activités agricoles, Yersin reste présent dans le monde scientifique indochinois. En 1902, le gouverneur général de l’Indochine française le charge de créer et de diriger l'École de médecine de Hanoï. Après deux années passées en tant que doyen de cette institution, Yersin désire être remplacé et retourne à Nha Trang où il poursuit ses activités de recherche. En 1904, son laboratoire reçoit le nom d’institut Pasteur de Nha Trang, et l’institut Pasteur de Paris lui donne la responsabilité de l'institut Pasteur de Saïgon fondé en 1890 par Albert Calmette. Yersin accepte cette responsabilité et délègue le Dr Paul Brau pour l’institut de Saïgon, qui écrit en 1931 Trois siècles de médecine coloniale française. À cela, on peut ajouter le fait qu’il est élu membre correspondant non-résident pour la section de médecine et de chirurgie de l’Académie des sciences. Il exercera la charge de directeur des instituts Pasteur d’Indochine jusqu’en 1924, année où il devient, à titre honorifique, inspecteur général des établissements de l’institut Pasteur d’Indochine. En 1933, à la suite des décès successifs d'Albert Calmette en octobre et d'Emile Roux en novembre, tous deux fidèles pasteuriens et amis de Yersin, le conseil d’administration de l’institut Pasteur crée le conseil scientifique de l’institut Pasteur et prend pour membre, entre autres, Alexandre Yersin. De plus, il est nommé directeur honoraire de l’institut Pasteur de Paris où il viendra chaque année pour présider l’assemblée générale.
C’est grâce à son statut de médecin du corps de santé colonial, qu’il put, à la fois découvrir le bacille de la peste, créer le deuxième institut Pasteur en Indochine, explorer la chaîne annamitique, être à l’origine de la ville de Dalat, ouvrir l’École de médecine de Hanoï, introduire la culture de l’hévéa, du quinquina. Les touristes ne connaissent généralement de ses explorations que la découverte du site sur lequel fut fondée la ville de Dalat, dominée par le Lang Bian.
Il est fait grand officier de la Légion d'honneur en 1939.
Alexandre Yersin est surtout connu comme découvreur du bacille de la peste et comme principal acteur du gigantesque développement qu’a connu l’Indochine française.

### Obsèques
Alexandre Yersin décède le 28 février 1943 d'une myocardite, à l'âge de 79 ans, dans sa maison de Nha Trang. Le cercueil est suivi par une foule immense qui tient à rendre hommage à cet homme qui respectait les personnes âgées, soignait gratuitement les plus démunis et adorait les enfants.Il avait, en effet, toujours une friandise pour eux ou les aidait volontiers à construire des cerfs-volants[réf. souhaitée]. Son corps est inhumé sur une petite colline de laquelle il pouvait contempler la montagne où il avait réussi à faire pousser l’arbre à quinine.

### Postérité en Europe

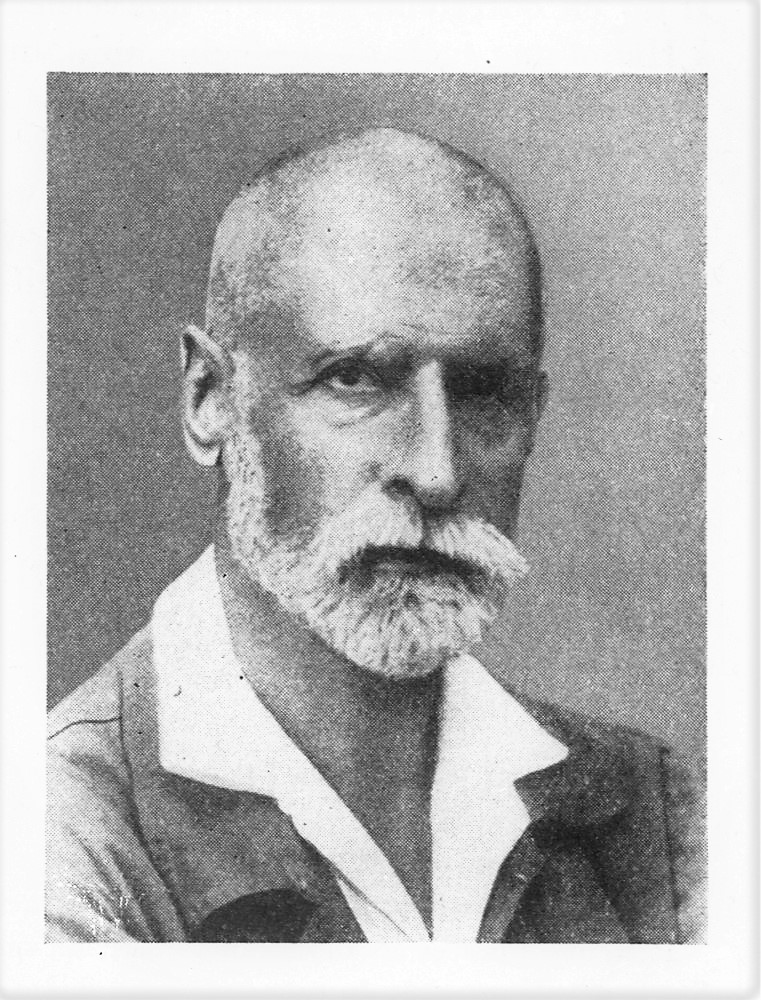
Recherches, découvertes et inventions de médecins suisses, Société Ciba (Bâle), 1946, p. 117

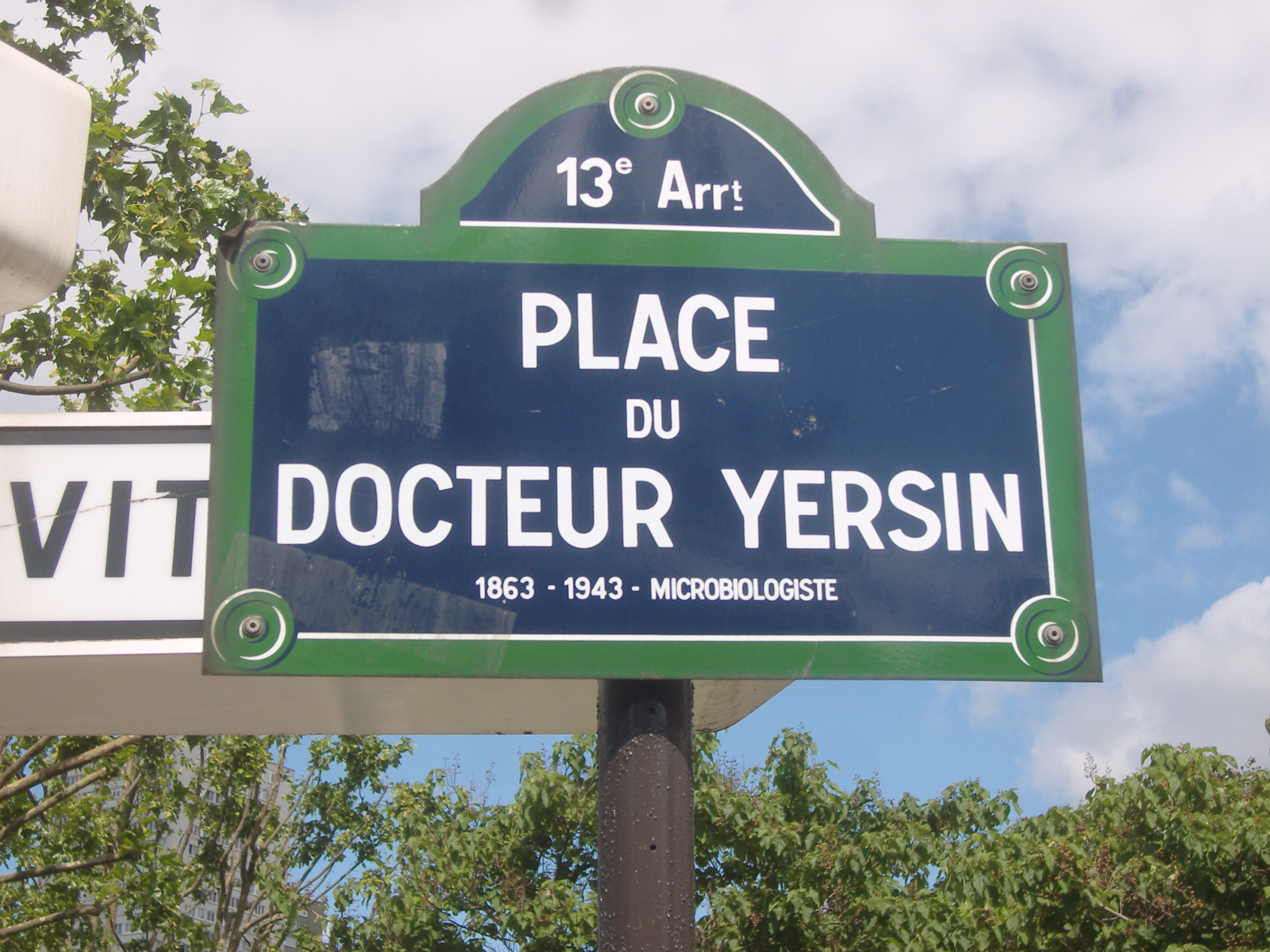
Plaque de rue de la place du Docteur-Yersin à Paris.

Alexandre Yersin reste relativement peu connu en Suisse et en France, son pays d’adoption, comparativement au Viêt Nam où il a acquis une plus grande notoriété.
En Suisse, on trouve à son nom une rue à Aubonne (avec plaque sur sa maison), ainsi qu'à Morges. Des bâtiments portent aussi son nom, un auditoire au centre hospitalier universitaire vaudois (CHUV) à Lausanne et une plaque sur le gymnase de la Cité à Lausanne. Un amphithéâtre du centre hospitalier universitaire vaudois, affilié à la faculté de biologie et de médecine de l'université de Lausanne, porte également son nom.
En France, une rue lui est dédiée à Lille ainsi qu'à Bordeaux dans le quartier de la Benauge, à Avignon, à Poitiers, à Dole, à Loos ou encore une impasse aux Sables-d'Olonne (ancienne impasse Claude-Bernard de Château-d'Olonne). On trouve aussi des places, la place du Docteur-Yersin à Paris dans le 13e arrondissement et la place Alexandre-Yersin à Montpellier. Un amphithéâtre de l'Institut de médecine tropicale du service de santé des armées à Marseille, situé à l'entrée du parc du Pharo, portait son nom. À Paris encore, une maison de santé (Paris, 13e), une résidence universitaire et une résidence en autonomie gérée par les Petits Frères des pauvres, portent son nom.
En juin 2015, un navire écologique le Yersin construit à Concarneau a été inauguré à Monaco par le prince Albert II. L’armateur étant François Fiat, fondateur de la chaîne de supermarchés Leader Price. Ce bateau est parti de Monaco le 24 juillet 2017 pour une campagne d’étude océanographique de trois années autour du monde. (expédition scientifique parrainée par la Fondation Prince-Albert-II). C'est un navire propre classé cleanship et qui a pour vocation d'être un navire de recherches et d'explorations. Le projet contribue à la mémoire de l'éminent scientifique. Navire à propulsion électrique ne rejetant rien à la mer car il recycle ses eaux usées. La devise du bateau est une des devises favorites de Yersin  : Ce n'est pas une vie que de ne pas bouger.

#### Littérature
En 1985, Henri Mollaret et Jacqueline Brossolet publient Alexandre Yersin ou le vainqueur de la peste.
En 1996, une biographie romancée sort chez Albin Michel  : Docteur Nam, la fabuleuse histoire de l'homme qui soigna la peste, par Élisabeth du Closel (prix Santé en 1997, traduite en vietnamien).
En 2012, un roman lui est consacré, Peste et Choléra de Patrick Deville, aux éditions du Seuil (Prix du roman Fnac et Prix Femina).

#### Philatélie
Des timbres-poste présentant le portrait d'Alexandre Yersin ont été édités successivement en Indochine en 1943 (6 et 15 centimes), en Suisse en 1971 (10 centimes), en France en 1987 (ce timbre français surtaxé - 2,20 + 0,50 francs - lui est consacré dans la série Personnages célèbres, aux côtés de Charles Richet, Eugène Jamot, Jean Rostand, Bernard Halpern et Jacques Monod), puis en 2013 (0,63 et 0,95 euro, avec un portrait au premier plan et la mention « France Vietnam » en sous-titre), et au Vietnam en 1994 (400 dongs).

### Postérité au Viêt Nam
Au Viêt Nam, comme le prouve ce témoignage de M. Dang Anh Trai, dernier survivant à avoir travaillé avec le docteur Yersin, dans le 24 Heures du samedi et dimanche 7-8 juillet 1996  : « On le considérait comme un Bouddha vivant, un Bodhisattva qui a sauvé le monde et les humains, plaçant son portrait au premier rang à côté des Bouddhas. »
On peut également remarquer que le Vietnam, à l’histoire pour le moins mouvementée et où presque toutes les rues de l'Indochine ont été rebaptisées avec des noms vietnamiens, conserve encore au XXIe siècle des rues aux noms français, ceux de Pasteur, Calmette et Yersin. En effet, les Vietnamiens considèrent que ces hommes ont vraiment été bénéfiques pour leur pays. De plus, Alexandre Yersin possède, à côté de sa tombe, un petit pagodon toujours orné de fleurs et d’encens, ce qui représente un honneur sans précédent pour un étranger. En septembre 2012 était présentée une statue de granite de 4,6 m de hauteur (piédestal de 0,6 m compris) d’Alexandre Yersin, devant être installée dans le parc Yersin de Nha Trang, en témoignage de la reconnaissance de la population de la province de Khánh Hòa. Yersin y est vénéré.
Un musée lui est consacré dans l'enceinte de l'institut Pasteur de Nha Trang.
Alexandre Yersin a donné son nom aux lycées français de Đà Lạt et de Hanoï. Le consulat général de France à Hong Kong a également baptisé sa bourse d'excellence Alexandre Yersin.
Au Vietnam, il est surnommé Ong Nam ou Monsieur Nam. En fait, Ong Nam veut dire « Monsieur Cinq » en rapport avec ses cinq galons de médecin-colonel du Service de Santé Colonial dans lequel il s'était engagé en 1892 pour assurer son avenir et sur les instances de Calmette, lui-même médecin militaire. Il sera admis à la retraite en 1920 après 28 ans de service.
Par ailleurs  :

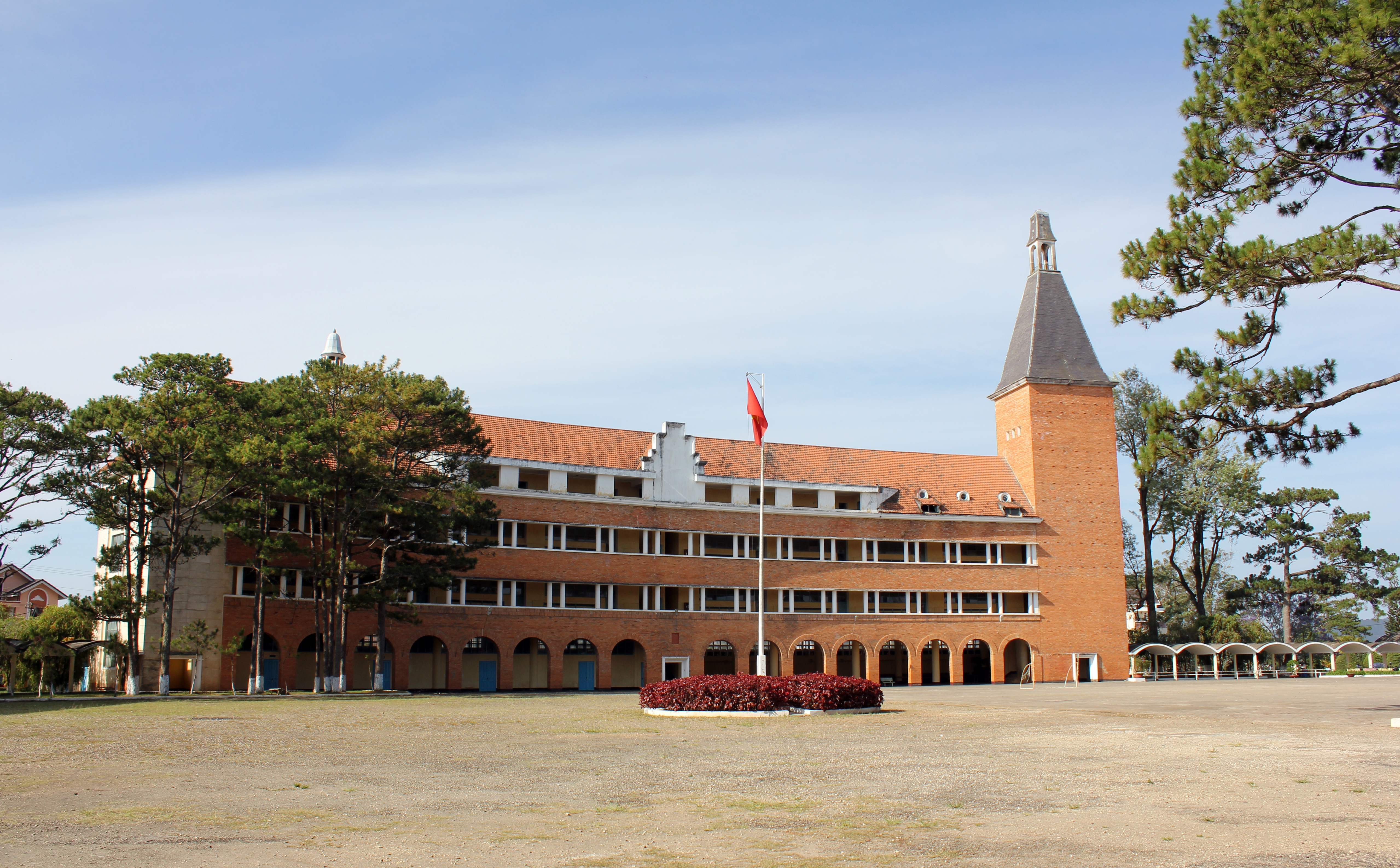
L'ancien lycée Yersin de Dalat, aujourd'hui collège pédagogique de Dalat

- son nom a été donné à un cargo des Messageries maritimes ;
- il est une des rares personnalités non vietnamiennes dont le nom ait été donné à une rue de Hô Chi Minh-Ville. Il a aussi été donné au lycée français de Hanoï[41].

### Prix Alexandre Yersin
En 2013, pour la célébration de la naissance et du décès du savant humaniste, l'association caritative le Liseron de France crée le prix Alexandre-Yersin. Ce prix s'inscrit dans le cadre de l'année croisée France-Viêt Nam, sur la base d'un concours de nouvelles, il récompense les étudiants vietnamiens francophones de moins de 23 ans.

### Décorations
- Chevalier de la Légion d'honneur (12 octobre 1894)
- Officier de la Légion d'honneur (6 février 1897)
- Commandeur de la Légion d'honneur (1913)
- Grand officier de la Légion d'honneur (5 août 1939)
- Grand-croix de l'ordre du Dragon d'Annam (28 juin 1935)
- Ordre des Palmes académiques (juillet 1890)[43]

## Œuvres et publications
- « La peste bubonique à Hong Kong », in : Ann. Inst Pasteur, 1894, Vol. 8, p. 662–7, Texte intégral.
- Alexandre Yersin, Albert Calmette et Amédée Borrel, La peste bubonique : deuxième note, Annales de l'Institut Pasteur , Vol.9, 1895 (lire en ligne)
- « Sur la peste bubonique (sérothérapie) », in : Ann. Inst Pasteur, 1897, vol. 11, p. 81-93 (Lire en ligne).
- « Note sur un cas de fièvre récurrente observée en Indo-Chine », in : Compt. rend. Soc. de biol., t. 60, 1906, p. 1057.
- « Historique du premier cas de peste traité et guéri par l’emploi du sérum antipesteux », in : Bulletin de l’Académie de médecine, 36 (1897) : 195-199.
- « Les Mois de la Cochinchine et du Sud-Annam », in : Revue indochinoise illustrée (1893)  : 42-51, 52-81.
- « Voyage de Nha Trang à Stung Treng », Bulletin de la Société de géographie commerciale, 1892, 80-86.
- « Sept mois chez les Moïs », in : Variétés sur les pays moïs, gouvernement de la Cochinchine, 1935  : 166-205.
- « Essais d'acclimatation des arbres à Quinquina en Indochine », in : Revue de botanique appliquée et d'agriculture coloniale  :

1. [Deuxième note] avec Lambert A., 7e année, bulletin no 76, décembre 1927. p. 809–816, doi  : 10.3406/jatba.1927.4583 , Texte intégral.
2. [Sixième note], 19e année, bulletin no 212, avril 1939. p. 237–242. doi  : 10.3406/jatba.1939.5971 , Texte intégral.
3. [Suite et fin], in : Revue de botanique appliquée et d'agriculture coloniale, 7e année, bulletin no 69, mai 1927. p. 332–338, Texte intégral.

- « La station d'altitude du Hon-Bà (Annam) », [Les essais agricoles qui y sont poursuivis. ], In : Revue de botanique appliquée et d'agriculture coloniale, 5e année, bulletin no 48, 31 août 1925. p. 574–582. doi  : 10.3406/jatba.1925.4315 , Texte intégral.
- « Note sur divers essais agricoles entrepris aux stations d'altitude des instituts Pasteur de l'Indochine ». In : Revue de botanique appliquée et d'agriculture coloniale, 8e année, bulletin no 78, février 1928. p. 119–122. doi  : 10.3406/jatba.1928.4519 , Texte intégral.
- http://www.pasteur.fr/infosci/biblio/ressources/histoire/yersin.php

En collaboration
- avec J.J. Vassal : « Une maladie rappelant le typhus exanthématique observée en Indo-Chine », in : Bulletin de la Société de pathologie exotique, 1908, t. 1-3, p. 156-64, Texte intégral.

## Citations
Dans une des lettres à sa mère il écrit  : « Tu me demandes si je prends goût à la pratique médicale. Oui et non. J'ai beaucoup de plaisir à soigner ceux qui viennent me demander conseil, mais je ne voudrais pas faire de la médecine un métier, c'est-à-dire que je ne pourrais jamais demander à un malade de me payer pour des soins. »
Plus tard dans une autre lettre, alors qu'il soigne gratuitement des Annamites, il écrit encore  : « Je ne fais pas payer ces gens, la médecine c'est mon pastorat. Demander de l'argent pour soigner un de ces malades, c'est un peu lui dire la bourse ou la vie. »